# Rejencja opawska

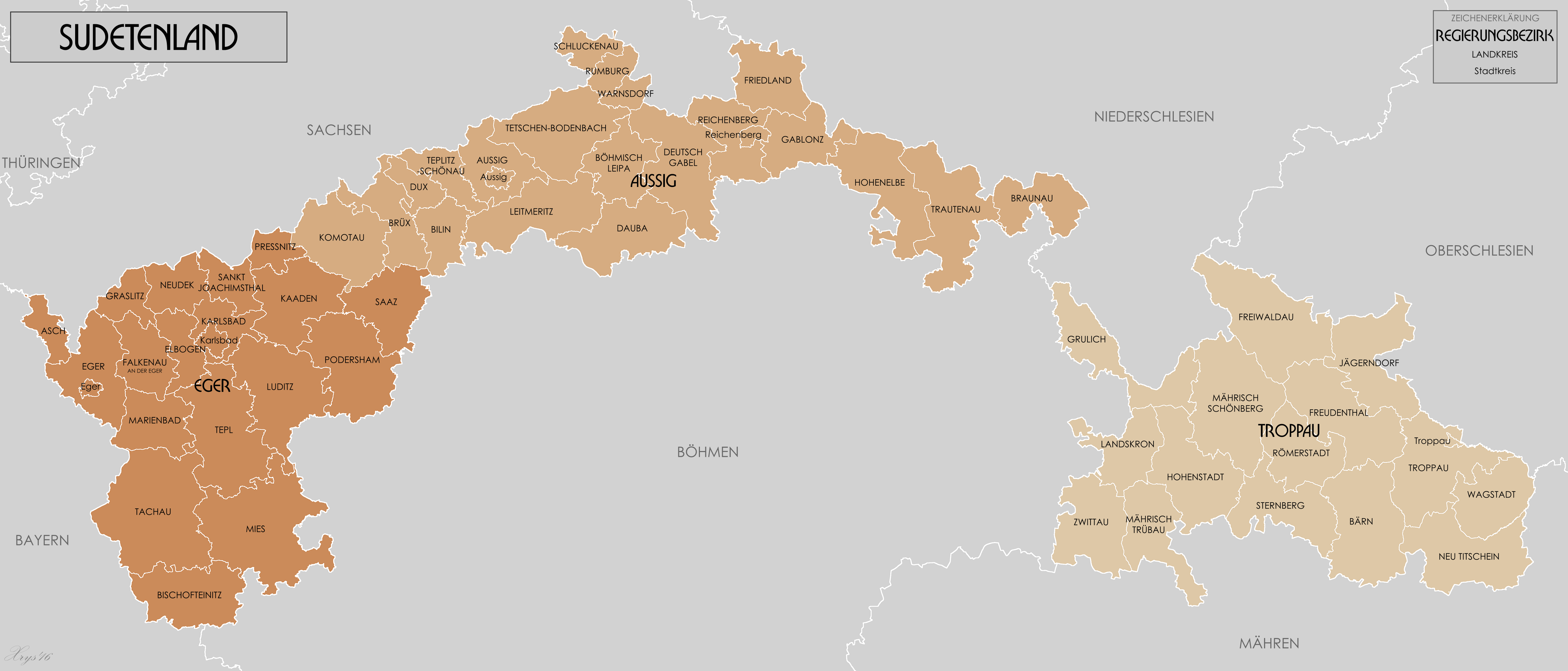
Podział administracyjny Okręgu Sudeckiego

Rejencja opawska (niem. Regierungsbezirk Troppau, cz. Vládní okres Opava; też zwana Ostsudetenland, pol. Wschodni Kraj Sudetów) – niemiecka jednostka administracyjna Okręgu Rzeszy Kraj Sudetów funkcjonująca w latach 1938–1945 na terenie części Moraw i Śląska Czeskiego ze stolicą w Opawie.
Podział na powiaty
- Powiaty miejskie (Stadtkreise)
  - Troppau
- Powiaty ziemskie (Landkreise)
  - Bärn
  - Freiwaldau
  - Freudenthal
  - Grulich
  - Hohenstadt
  - Jägerndorf
  - Landskron
  - Mährisch Schönberg
  - Mährisch Trübau
  - Neu Titschein
  - Römerstadt
  - Sternberg
  - Troppau
  - Wagstadt
  - Zwittau